# XPath
XPath (ang. XML Path Language, w wolnym tłumaczeniu Język ścieżek XML, Język ścieżek rozszerzalnego języka znaczników) – język służący do adresowania części dokumentu XML.
XPath został oryginalnie zaprojektowany dla XSLT i XPointer, ale znajduje zastosowanie także w DOM oraz językach bazujących na XML, np. XQuery, XUL.

## Budowa wyrażeń
Do wskazania w XPath węzła lub zbioru węzłów używa się ścieżki lokalizacji. Ścieżka ta z kolei składa się z jednego lub więcej kroków lokalizacji oddzielanych od siebie znakami / lub //.
Jeśli ścieżka zaczyna się od „/”, nazywamy ją ścieżką bezwzględną, gdyż całą ścieżkę podaje się względem węzła głównego.
W przeciwnym wypadku ścieżkę nazywamy względną, zaczyna się ona od bieżącego węzła nazywanego węzłem kontekstowym.
Krok lokalizacji składa się z osi, badania węzła oraz zera lub więcej predykatów. Jeśli np. wyrażenie ma postać
```
child::n:Kontakt[position()=2]

```

nazwą osi jest child, badanie węzła to wyrażenie:
```
n:Kontakt

```

natomiast zapis:
```
[position()=2]

```

to predykat.
Ścieżki lokalizacji składać się mogą z jednego lub więcej kroków lokalizacji, np.
```
/descendant::n:Adresy/child::n:Adres

```

wybiera elementy n:Adres mające rodzica n:Adresy.

## OsieXPath
Oś to kolekcja węzłów lub atrybutów o określonym pokrewieństwie wobec węzła kontekstowego.
| Oś                 | Znaczenie |
| ------------------ | --- |
| ancestor           | dotyczy przodków węzła kontekstowego. Przodkami są rodzice węzła kontekstowego, rodzice tych rodziców itd., aż po węzeł główny włącznie |
| ancestor-or-self   | dotyczy węzła kontekstowego i jego przodków                                                                                             |
| attribute          | dotyczy atrybutów węzła kontekstowego                                                                                                   |
| child              | dotyczy dzieci węzła kontekstowego |
| descendant         | dotyczy potomków węzła kontekstowego. Potomek to dziecko, dziecko dziecka itd.                                                          |
| descendant-or-self | dotyczy węzła kontekstowego i jego potomków                                                                                             |
| following          | dotyczy wszystkich węzłów z dokumentu, do którego należy węzeł kontekstu, które znajdują się po nim                                     |
| following-sibling  | dotyczy wszystkich węzłów znajdujących się na tym samym poziomie co węzeł kontekstu, za tym węzłem                                      |
| namespace          | dotyczy węzłów przestrzeni nazw węzła kontekstu                                                                                         |
| parent             | dotyczy węzła rodzica węzła kontekstowego                                                                                               |
| preceding          | dotyczy wszystkich węzłów z dokumentu, do którego należy węzeł kontekstu, które znajdują się przed nim                                  |
| preceding-sibling  | dotyczy wszystkich węzłów znajdujących się na tym samym poziomie co węzeł kontekstu, przed tym węzłem                                   |
| self               | zawiera węzeł kontekstowy |

## Badanie węzłów wXPath
Jako testów węzłów można użyć nazw węzłów, można też uzyć znaku „*” do wybrania wszystkich elementów. Np. wyrażenie:
```
child::*/child::n:Email

```

powoduje wybranie elementów n:Email będących „wnukami” węzła kontekstu. Można też użyć innych testów:
| Test węzła               | Znaczenie                                                                              |
| ------------------------ | -------------------------------------------------------------------------------------- |
| comment()                | wybiera węzły komentarzy                                                               |
| node()                   | wybiera węzły dowolnego typu                                                           |
| processing-instruction() | wybiera węzły instrukcji przetwarzania, w nawiasach można podać także nazwę instrukcji |
| text()                   | wybiera węzły tekstowe                                                                 |

## PredykatyXPath
Predykaty zawierają wyrażenia XPath. Aby otoczyć predykat i przetestować to, czy występuje określony warunek, można użyć operatora „[]”.
Można na przykład przestować:
- wartość atrybutu w danym łańcuchu
- wartość elementu
- to czy element zawiera określone „dziecko”, atrybut lub inny element
- pozycję węzła w drzewie

W predykatach można użyć dowolnego rodzaju typu wyrażeń:
- zbiory węzłów
- logiczne
- liczbowe
- tekstowe
- wynikowe fragmenty drzew

## Zbiory węzłówXPath
Zbiór węzłów – jak wskazuje sama nazwa – to po prostu zbiór węzłów. Wyrażenie takie jak
```
n:Zainteresowania

```

zwraca zbiór węzłów elementów n:Zainteresowania.
Wyrażenie:
```
child::n:Zainteresowania/child::n:Zainteresowanie

```

zwraca listę węzłów elementów n:Zainteresowanie będących dziećmi elementów n:Zainteresowania. Do wybrania ze zbioru węzła lub węzłów można użyć różnych funkcji używanych w predykatach.

## FunkcjeXPath
| Funkcja                     | Znaczenie |
| --------------------------- | --- |
| last()                      | zwraca liczbę węzłów w zbiorze |
| position()                  | zwraca położenie węzła kontekstowego w zbiorze węzła kontekstowego                                                                     |
| count(zbiór-węzłów)         | zwraca liczbę węzłów w przekazanym zbiorze. Jeśli argument nie zostanie podany, zliczone zostaną węzły zbioru węzła kontekstowego      |
| namespace-uri(zbiór-węzłów) | zwraca adres URI przestrzeni nazw pierwszego węzła ze zbioru. Pominięcie parametru powoduje uruchomienie funkcji na węźle kontekstowym |
| name(zbiór-węzłów)          | zwraca pełną kwalifikowaną nazwę pierwszego węzła ze zbioru. Pominięcie parametru powoduje uruchomienie funkcji na węźle kontekstowym  |
| local-name(zbiór-węzłów)    | zwraca nazwę lokalną pierwszego węzła ze zbioru węzłów. Pominięcie parametru powoduje uruchomienie funkcji na węźle kontekstowym       |

## Wyrażenia logiczneXPath
W wyrażeniach XPath można używać także wyrażeń logicznych. Liczba uważana jest za fałsz, jeśli jest równa zeru i uważana za prawdę w każdym innym przypadku. Napis pusty () uważany jest za fałsz, wszystkie inne napisy odpowiadają prawdzie.
Operatory logiczne XPath umożliwiają wyliczenie wartości typu prawda-fałsz:
| Operator | Znaczenie                                                                            |
| -------- | ------------------------------------------------------------------------------------ |
| !=       | różne                                                                                |
| <        | mniejsze                                                                             |
| <=       | mniejsze bądź równe                                                                  |
| =        | równe (w odróżnieniu od podwójnego znaku równości == w wielu językach programowania) |
| >        | większe                                                                              |
| >=       | większe bądź równe                                                                   |

Poszczególne elementy wyrażenia logicznego łączyć można spójnikami and i or, podobnie jak w JavaScripcie i Javie.
Istnieją też funkcje true() i false() zwracające zawsze wartości odpowiednio prawdy i fałszu, a funkcji not() można użyć do odwrócenia logicznej wartości wyrażenia.

## Liczby wXPath
Liczby w XPath zapisywane są jako zmiennoprzecinkowe liczby podwójnej precyzji. W takiej postaci przechowywane są wszystkie liczby, nawet liczby całkowite jak np. 2.
| Operator | Znaczenie                                                    |
| -------- | ------------------------------------------------------------ |
| +        | dodawanie                                                    |
| -        | odejmowanie                                                  |
| *        | mnożenie                                                     |
| div      | dzielenie                                                    |
| mod      | modulo (reszta z dzielenia pierwszego argumentu przez drugi) |

XPath obsługuje także kilka funkcji działających na liczbach:
| Funkcja   | Znaczenie                                                                       |
| --------- | ------------------------------------------------------------------------------- |
| ceiling() | Zwraca najmniejszą liczbę całkowitą większą od liczby przekazanej jako parametr |
| floor()   | Zwraca największą liczbę całkowitą mniejszą od liczby przekazanej jako parametr |
| round()   | Zaokrągla przekazaną liczbę do najbliższej liczby całkowitej                    |
| sum()     | Zwraca sumę przekazanych funkcji liczb                                          |

## Napisy wXPath
Napisy XPath składają się ze znaków Unicode. Poniżej zestawiono funkcje operujące na napisach:
| Funkcja                 | Znaczenie |
| ----------------------- | --- |
| starts-with(s1,s2)      | Zwraca prawdę, jeśli napis s1 zaczyna się napisem s2                                                                              |
| contains(s1,s2)         | Zwraca prawdę, jeśli napis s1 zawiera napis s2                                                                                    |
| substring(s,o,i)        | Zwraca i znaków napisu s, poczynając od znaku o                                                                                   |
| substring-before(s1,s2) | Zwraca część napisu s1 do pierwszego wystąpienia napisu s2                                                                        |
| substring-after(s1,s2)  | Zwraca część napisu s1, od pierwszego wystąpienia napisu s2 poczynając                                                            |
| string-length(s)        | Zwraca liczbę znaków w napisie s                                                                                                  |
| normalize-space(s)      | Zwraca napis s po usunięciu spacji wiodących i końcowych oraz po zamianie wszystkich ciągów kolejnych spacji na pojedyncze spacje |
| translate(s,sf,st)      | Zwraca napis s po zastąpieniu kolejnych znaków sf kolejnymi znakami napisu st                                                     |
| concat(s1,s2,…)         | Zwraca wszystkie przekazane napisy połączone w całość                                                                             |

## Składnia skróconaXPath
| Wyrażenie                    | Skrót           |
| ---------------------------- | --------------- |
| self::node()                 | .               |
| parent::node()               | ..              |
| child::dziecko               | dziecko         |
| attribute::dziecko           | @dziecko        |
| /descendant::*               | //*             |
| dziecko[position() = 3]      | dziecko[3]      |
| dziecko[position() = last()] | dziecko[last()] |